# Gmina Honey Creek (hrabstwo Delaware)

Położenie Gminy Honey Creek w hrabstwie Delaware

Gmina Honey Creek (ang. Honey Creek Township) – gmina w USA, w stanie Iowa, w hrabstwie Delaware. Według danych z 2000 roku gmina miała 1060 mieszkańców, a jej powierzchnia wynosi 93,43 km².